# Marie-Isabelle Diaz
Pour les articles homonymes, voir Diaz.
Marie-Isabelle Diaz, née Maria Isabel Rodriguez, Pied-Noir née à Sidi Bel Abbès le 22 février 1898,,, morte le 29 octobre 2011 à l'âge de 113 ans et 249 jours, a été pendant près d'un an la doyenne des Français et fut la 8e personne la plus âgée du monde en vie peu avant son décès — en l'état des connaissances. Elle n'en a pas eu le titre « officiel », traditionnellement décerné par des scientifiques (Gerontology Research Group et Inserm).

## Biographie
Pied-noire, elle naît à Sidi Bel Abbès, dans l'ouest de l'Algérie, dans le département d'Oran, sous la présidence de Félix Faure, en pleine affaire Dreyfus. Elle se marie et a trois enfants. Son mari meurt à 60 ans. Elle quitte le pays en 1962, après l'accession à l'indépendance, au milieu de l'exode des Pieds-Noirs. Elle s'établit alors chez un de ses fils, en Espagne. Puis elle vit quelques années à Rouen. En 1983, elle part rejoindre sa fille, auprès de qui elle va vivre, à La Possession, sur l'île de La Réunion, département d'outre-mer français dans le sud-ouest de l'océan Indien.

### «Vraie» doyenne des Français
Lorsque meurt Eugénie Blanchard le 4 novembre 2010, l'Inserm désigne Mathilde Aussant comme doyenne des Français. Celle-ci est née cinq jours après Marie-Isabelle. Puis, à la mort de Mathilde Aussant le 22 juillet 2011, l'Inserm désigne pour lui succéder Marcelle Narbonne, née un mois après Marie-Isabelle. Deux jours après cette désignation, les médias révèlent l'âge de Marie-Isabelle, la qualifiant aussitôt de « vraie, » doyenne des Français, par opposition à la doyenne « officielle ».
La famille de Marie-Isabelle, privilégiant la tranquillité de la centenaire, accueille avec circonspection ce brutal coup de projecteur. Elle livre cependant quelques indications sur la bonne forme de la doyenne : « 52 pulsations par minute, des os solides ». À 113 ans, elle monte à l'étage tous les jours, marche sans canne, ne suit aucun traitement médical. Et sa tension artérielle « est celle d'une jeune fille » : 12/7. De caractère agréable, elle n'est jamais malade, lit, regarde la télévision, s'informe. Rien ne l'étonne. Mais elle vit dans son monde, restant discrète sur son âge, ne tenant pas à passer à la télévision, n'aimant ni parler de ses souvenirs, ni se faire photographier.
La famille ne se chagrine pas de ce que le titre de doyenne soit attribué à quelqu'un d'autre : « Le plus important n'est pas de voir sa tête dans le journal, mais de la voir chaque jour avec nous. »
Marie-Isabelle Diaz s'éteint le 29 octobre 2011.